# MKS Cracovia
MKS Cracovia este un club de fotbal din Cracovia, Polonia, care evoluează în Ekstraklasa, eșalonul superior al fotbalului polonez.
Cracovia este cel mai vechi club de fotbal polonez existent, fiind fondat pe 13 iunie 1906 (echipele din Lwów au fost cu câțiva ani mai vechi, dar orașul Lwow a fost ocupat și ulterior anexat de Uniunea Sovietică în septembrie 1939, și în prezent face parte din Ucraina).

## Palmares

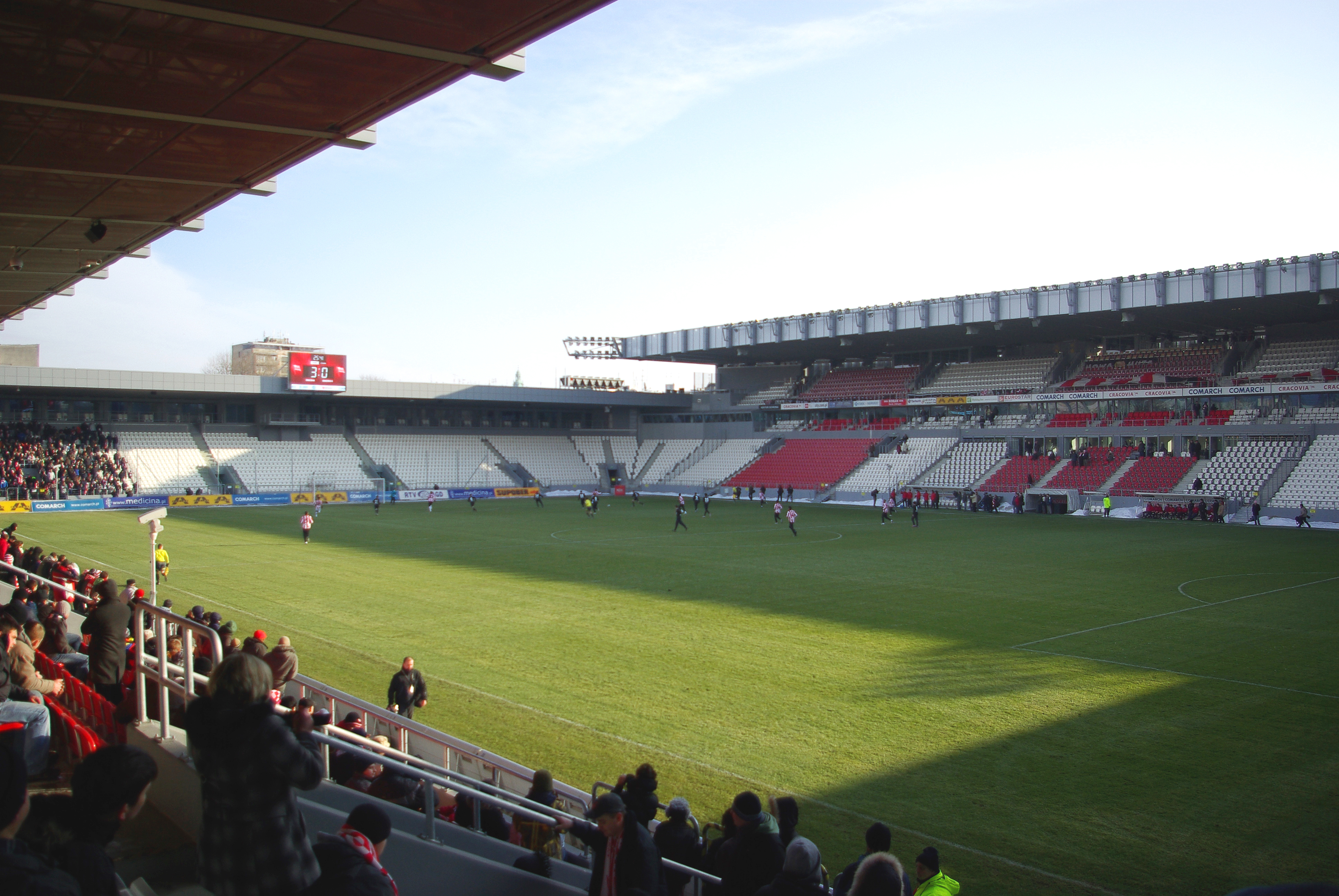
Stadionul Cracoviei

- Campioană a Poloniei (5): 1921, 1930, 1932, 1937, 1948
- Cupa Poloniei (1): 2020
- Supercupa Poloniei (1): 2020

- Campioană a Galiției (1): 1913

## Cracovia în Europa
| Sezon   | Competiția          | Runda |                   | Club              | Acasă       | Deplasare | Total   |
| ------- | ------------------- | ----- | ----------------- | ----------------- | ----------- | --------- | ------- |
| 1983    | Cupa UEFA Intertoto | GR    | Ungaria           | Videoton          | 1–3         | 0–6       | 3rd     |
| 1983    | Cupa UEFA Intertoto | GR    | Cehia             | Hvězda Cheb       | 0–2         | 0–2       | 3rd     |
| 1983    | Cupa UEFA Intertoto | GR    | Austria           | Sturm Graz        | 1–1         | 2–0       | 3rd     |
| 2008    | Cupa UEFA Intertoto | 1R    | Belarus           | Șahtior Soligorsk | 1–2         | 0–3       | 1–5     |
| 2016–17 | UEFA Europa League  | 1QR   | Macedonia de Nord | Shkëndija         | 1–2         | 0–2       | 1–4     |
| 2019–20 | UEFA Europa League  | 1QR   | Slovacia          | Dunajská Streda   | 2–2 (a.e.t) | 1–1       | 3–3 (a) |
| 2020–21 | UEFA Europa League  | 1QR   | Suedia            | Malmö FF          | N/A         | 0–2       | N/A     |

## Jucători notabili
| - Piotr Bania - Arkadiusz Baran - Marcin Bojarski - Marcin Cabaj - Józef Ciszewski - Marek Citko - Władysław Gędłek | - Ludwik Gintel - Piotr Giza - Wilhelm Góra - Krzysztof Hausner - Edward Jabłoński - Józef Kałuża - Bartosz Kapustka | - Józef Korbas - Karol Kossok - Janusz Kowalik - Aleksander Mysiak - Tadeusz Parpan - Marek Podsiadło - Stanisław Różankowski | - Leon Sperling - Andrzej Turecki - Kazimierz Węgrzyn - Rafał Wrześniak - Alexandru Suvorov - Cornel Râpă - Sergiu Hanca |

## Antrenori notabili
- Michal Matyas (1959–61), (1968–69), (1972–73)
- Andrzej Bahr (interim) (Sept 14, 1991), (1 iulie 1993–30 iunie 1994), (19 iunie 2000–Aug 6, 2001)
- Mirosław Hajdo (20 mai 2002–30 iunie 2002)
- Wojciech Stawowy (1 iulie 2002–Feb 15, 2006)
- Albin Mikulski (Jan 1, 2006–9 mai 2006)
- Stefan Bialas (10 mai 2006–Oct 2, 2006)
- Stefan Majewski (Oct 2, 2006–Oct 26, 2008)
- Artur Platek (Oct 27, 2008–Aug 12, 2009)
- Orest Lenczyk (Aug 12, 2009–24 mai 2010)
- Rafał Ulatowski (28 mai 2010–Oct 27, 2010)
- Marcin Sadko (interim) (Oct 28, 2010–Oct 31, 2010)
- Yuriy Shatalov (Oct 31, 2010–Sept 22, 2011)
- Dariusz Pasieka (Sept 22, 2011–5 martie 2012)
- Tomasz Kafarski (6 martie 2012–11 iunie 2012)
- Wojciech Stawowy (11 iunie 2012–12 mai 2014)
- Mirosław Hajdo (13 mai 2014–2 iunie 2014)
- Robert Podoliński (2 iunie 2014–19 aprilie 2015)
- Jacek Zieliński (20 aprilie 2015–19 iunie 2017)
- Michał Probierz (21 iunie 2017–9 noiembrie 2021)[2][3]
- Jacek Zieliński (10 noiembrie 2021 – prezent)

### Alți antrenori
- Jesza Poszony (1921–23)
- Sid Kimpton (1923)
- Józef Kałuża (1927–28)
- Viktor Hierländer (1929–31)
- Franz Platko (1938)
- Tadeusz Parpan (1954)
- Karel Finek (1956–57), (1961)
- Antoni Szymanowski (1985–86)
- Zdzisław Podedworny (1991)
- Alojzy Łysko (1996–97)